# Schizocosa hebes
Schizocosa hebes là một loài nhện trong họ Lycosidae.
Loài này thuộc chi Schizocosa. Schizocosa hebes được Octavius Pickard-Cambridge miêu tả năm 1885.